# Perská zahrada
Termín Perská zahrada (persky باغ ایرانی) označuje formální palácové nebo rekreační zahrady starověku, středověku i novověku v Íránu a sousedních oblastech. Tento tradiční styl ovlivnil vzhled zahrad od Andalusie po Indii. Tádž Mahal z období Mughalské říše je jednou z největších perských zahrad světa, ale známá je rovněž obdivovaná zahrada Alameda de la Alhambra u zámeckého komplexu Alhambra. Typické úpravy zahradní architektury v perské zahradě jsou prováděny podle zásad sadovnické tvorby.

## Historie
Perské zahrady mohou pocházet počátku období 4000 př. n. l. Zahrada je s typickou osovou linií vytvářenou vodní nádrží nebo tokem a symbolizuje ráj a čtyři zoroastriánské prvky oblohy, země, vody a rostlin, podobně jako je tomu u mnoha úprav zahrad ve starověku. Zdobená keramika z té doby zobrazuje typický plán perské zahrady. Pod vlivem zoroastrismu se voda v umění stala důležitější. Tento trend se projevil v zahradního designu větším důrazem na fontány a nádrže v zahradách. Perská zahrada bývá rozdělena do čtyř sektorů, přičemž voda hrála důležitou roli jak pro zavlažování, tak pro zdobení. 
Invaze Mongolů do Persie ve třináctém století vedla k využití dalších ozdobných objektů v zahradě. Mongolská říše zavedla tradici perských zahrad do dalších částí světa, zejména do Indie. Evropská zahradní architektura začala ovlivňovat sadovnickou tvorbu v Persii koncem 18. století, zejména barokní úpravy tehdy běžné ve Francii. Západní vlivy vedly ke změnám ve využívání vody a druhů použitých rostlin.

## Světové dědictví UNESCO
Děvět perských zahrad rozesetých po celém Íránu bylo v roce 2011 zapsáno na seznam světového kulturního dědictví UNESCO pod společnou položkou pojmenovanou jednoduše Perské zahrady. Jsou příkladem rozmanitosti perských zahradních návrhů, které se vyvinuly a přizpůsobily různým klimatickým podmínkám, při zachování principů, které mají kořeny v dobách Kýra Velkého, 6. století před naším letopočtem. Tyto zahrady, jejichž historie sahá do různých období od 6. století před naším letopočtem, obsahují také budovy, pavilony a zdi, stejně jako důmyslné zavlažovací systémy. Obrys zahrady v Pasargady, postavený kolem 500 př. n. l., je dodnes viditelný.
| Zahrada                        | Město       | Souřadnice                       | Rozloha (ha) |
| ------------------------------ | ----------- | -------------------------------- | ------------ |
| historická zahrada v Pasargady | Pasargady   | 30°12′ s. š., 53°10′46″ v. d.    | 249,65       |
| zahrada Eram                   | Šíráz       | 29°38′9″ s. š., 52°31′31″ v. d.  | 12,7         |
| zahrada Chehel Sotun           | Isfahán     | 32°39′27″ s. š., 51°40′20″ v. d. | 5,8          |
| zahrada Fin                    | Bagh-e Shah | 33°56′47″ s. š., 51°22′21″ v. d. | 7,6          |
| zahrada Abas Abad              | Altappeh    | 36°39′55″ s. š., 53°35′44″ v. d. | 420,2        |
| zahrada Shazdeh                | Mahan       | 30°1′26″ s. š., 57°16′56″ v. d.  | 5,5          |
| zahrada Dolat Abad             | Jazd        | 31°54′12″ s. š., 54°21′7″ v. d.  | 8,0          |
| zahrada Pahlavanpur            | Mehriz      | 31°33′38″ s. š., 54°26′28″ v. d. | 3,5          |
| zahrada Akbariyeh              | Bírdžand    | 32°51′10″ s. š., 59°13′41″ v. d. | 3,4          |

Další zahrady chráněné UNESCEM jsou Tádž Mahal, Humájúnova hrobka, Šalimarovy zahrady, Bagh-e Babur, Generalife a Alhambra.

### Galerie

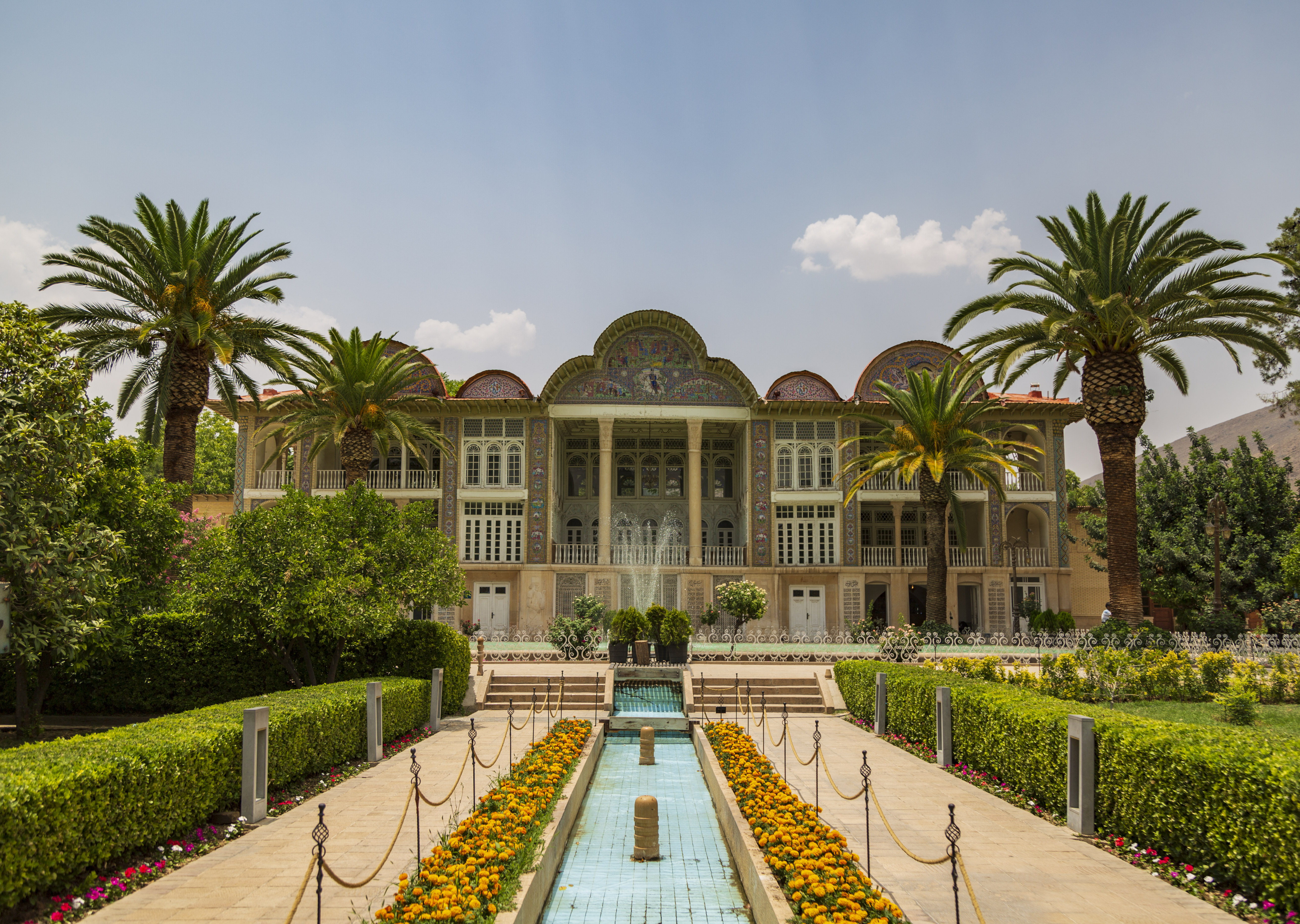
Eram
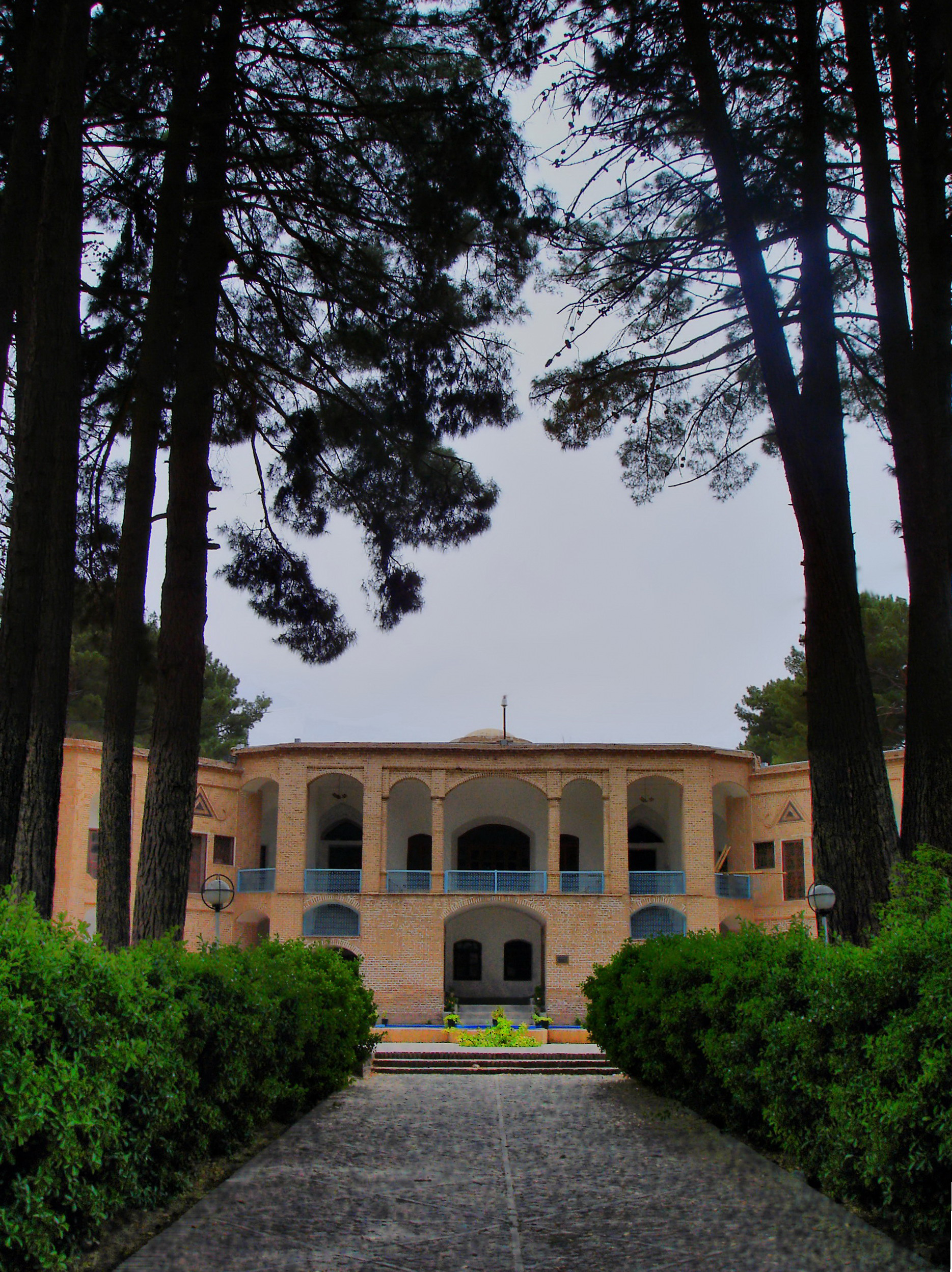
Akbarieh
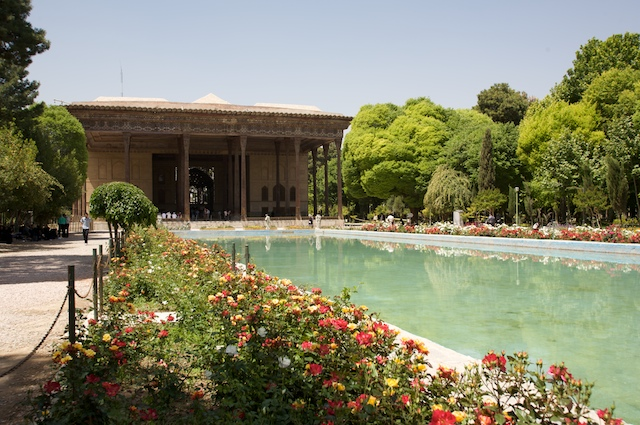
Chetel Sotun
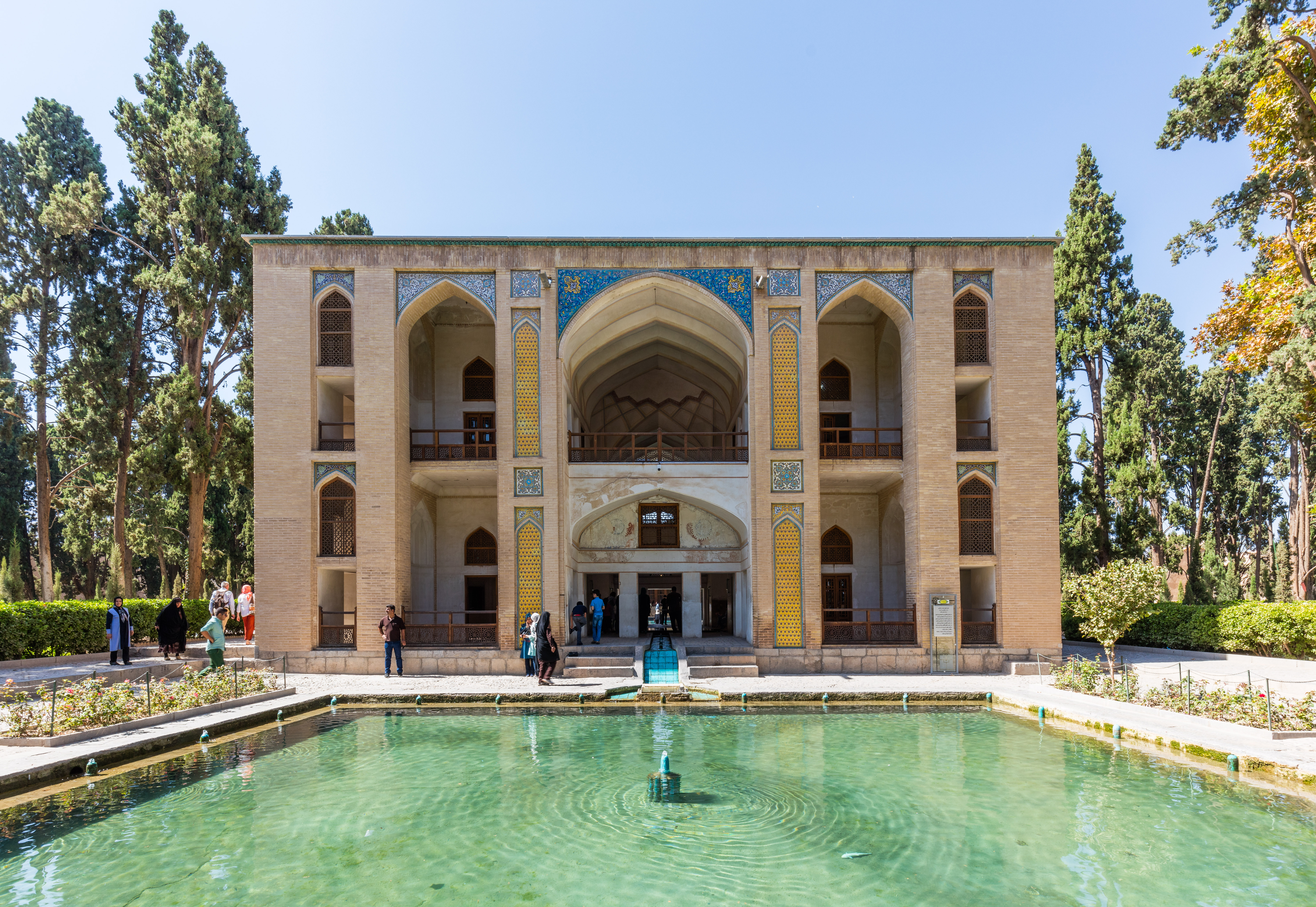
Fin
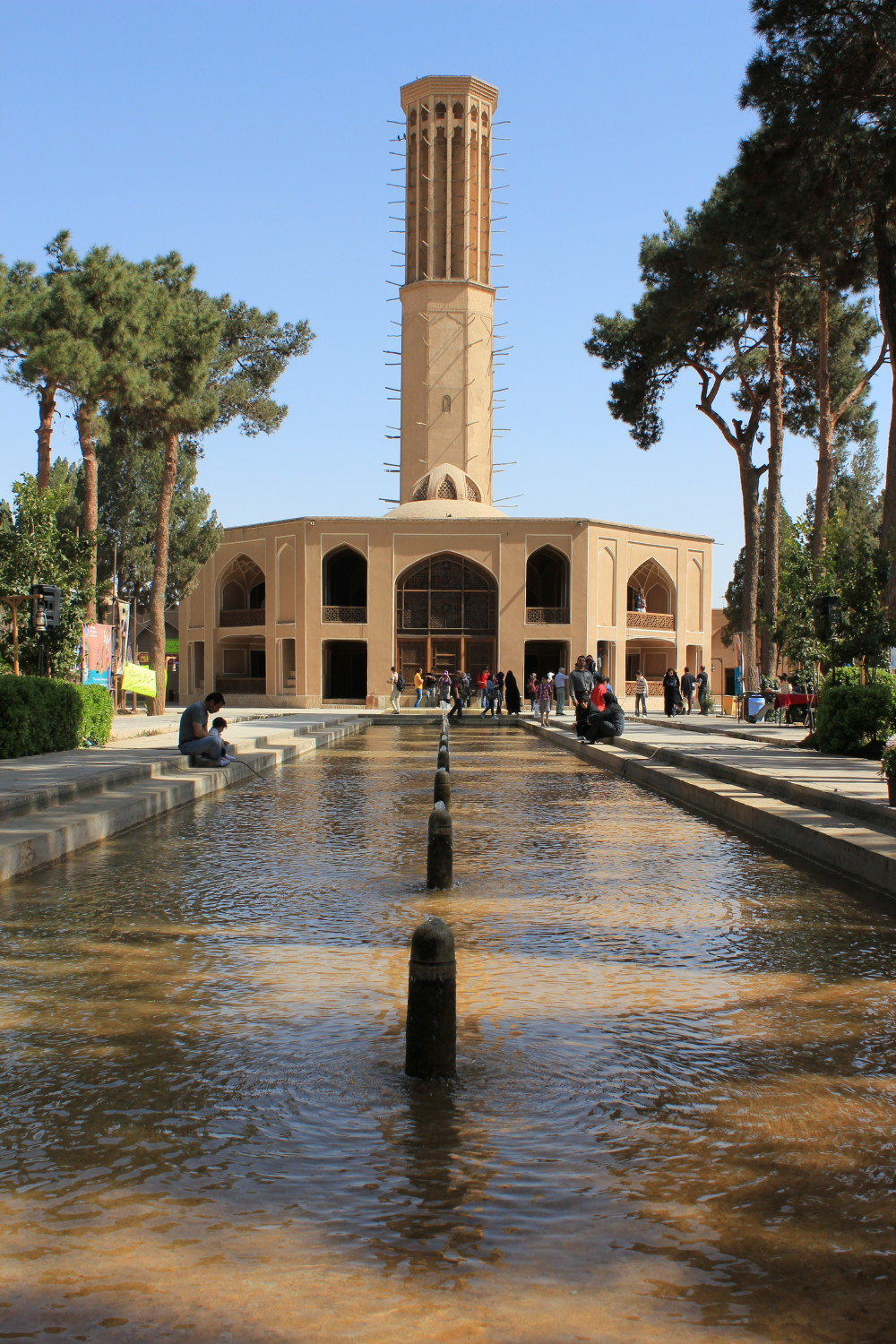
Dolat Abad
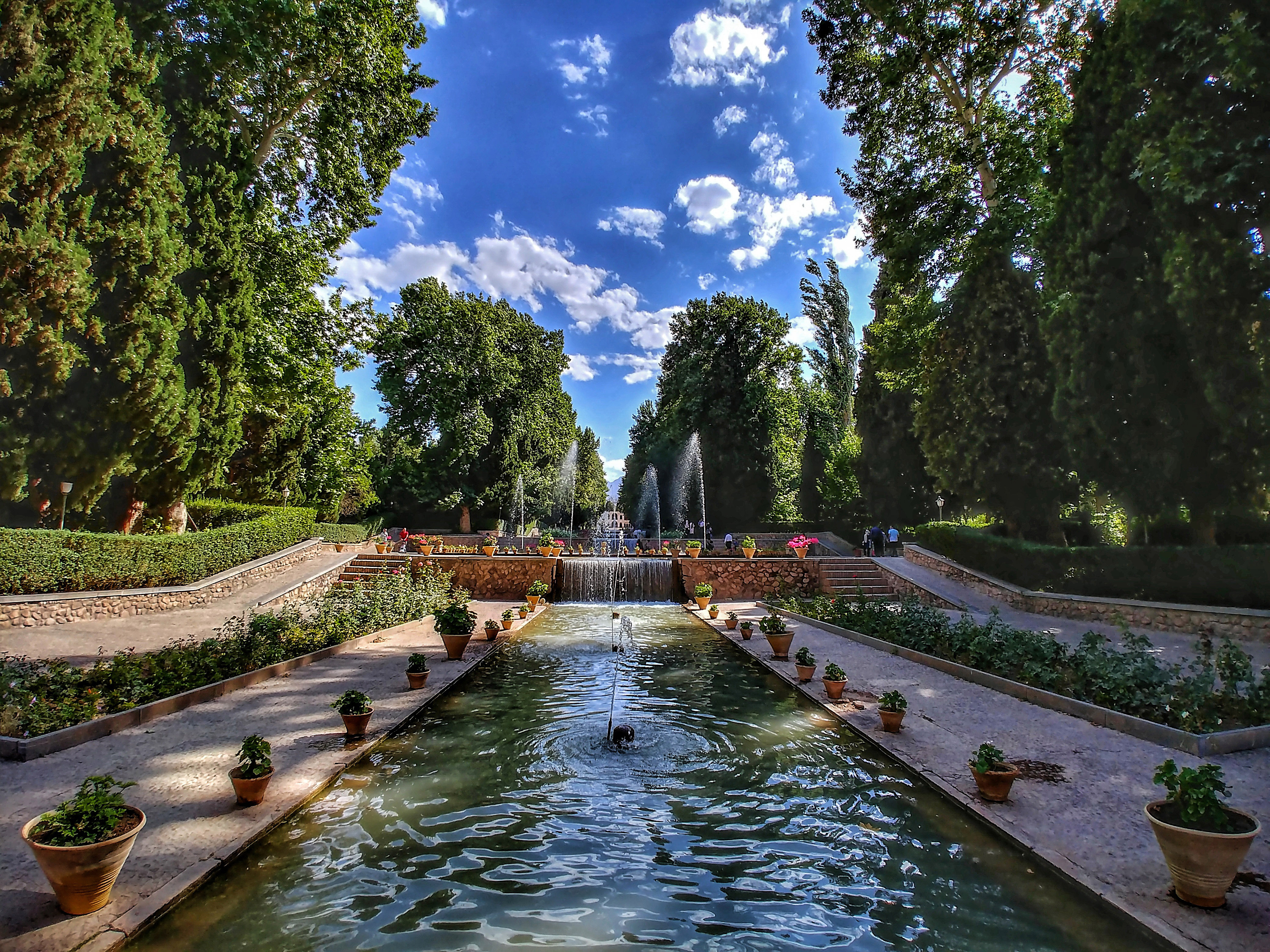
Shazdeh